# HD 171245
HD 171245，又名BD+23 3363，SAO 86175、HR 6966，是一颗恒星，视星等为5.84，位于銀經52.39，銀緯14.42，其B1900.0坐标为赤經18h 28m 36.4s，赤緯+23° 14.42′ 32″。